# Мишел Докери
Мишел Докери (енгл. Michelle Dockery; 15. децембар 1981) је енглеска позоришна, филмска и телевизијска глумица и џез певачица. Каријеру је почела 2005. године малом улогом у тв–серији Fingersmith и наставила да бира улоге у тв–филмовима и мини–серијама. Године 2009. добија споредну улогу Ерминије у костимираној драми Кранфорд, са Џуди Денч. Следеће године стиче велику популарност улогом Мери Кроли у тв–серији Даунтонска опатија, са Меги Смит у главној улози. Прву улогу на филму добила је такође 2010. године, у трилеру Хана, где је глумила лажну Марису (права је била Кејт Бланчет). Мишел повремено пева у бенду своје пријатељице и колегинице Елизабет Макгаверн, која је у Даунтонској опатији глумила њену мајку, грофицу Кору Краули.

## Изабрана филмографија
| Улоге Мишел Докери |                                |               |                  | |
| Година             | Српски назив                   | Изворни назив | Улога            | Напомена |
| 2009.              | Кранфорд                       |               | Ерминија         | |
| 2010–2015.         | Даунтонска опатија (ТВ серија) |               | леди Мери Кроли  | номинована – Еми за најбољу главну глумицу у мини-серији номинована – Златни глобус за најбољу глумицу у мини-серији |
| 2010.              | Хана                           |               | лажна Мариса     | |
| 2012.              | Ана Карењина                   |               | кнегиња Мјахкаја | |
| 2019.              | Даунтонска опатија             |               | леди Мери Кроли  | |
| 2019.              | Господа                        |               | Розалинд Пирсон  | |
| 2022.              | Даунтонска опатија: Нова епоха |               | леди Мери Кроли  | |